# Artatama II
Artatama II fue un usurpador del trono de Mitani, que reinó brevemente hacia 1350 a. C.
A la muerte de Artashumara, aparecieron dos pretendientes al trono de Mitani: Tushratta y Artatama. No se sabe si Artatama era hermano de Tushratta, o si pertenecía a una línea rival para la sucesión. Primero se hizo coronar rey de Hurri, y luego, aliado con el hitita Suppiluliuma I, intentó acceder al trono de Mitanni, siendo ambos derrotados en una primera intentona. Sin embargo en un segundo intento, derrotaron y asesinaron a Tushratta, reinando brevemente, antes de ser sucedido por su hijo Shuttarna III.